# Incêndio da Catedral de Notre-Dame de Paris
O incêndio da Catedral de Notre-Dame de Paris foi um incêndio violento que se deflagrou na Catedral de Notre-Dame de Paris em 15 de abril de 2019. Teve início ao fim da tarde no telhado do edifício, e causou danos consideráveis. A agulha da catedral e o telhado colapsaram, e o interior e alguns dos artefactos que albergava foram gravemente danificados.

## Antecedentes

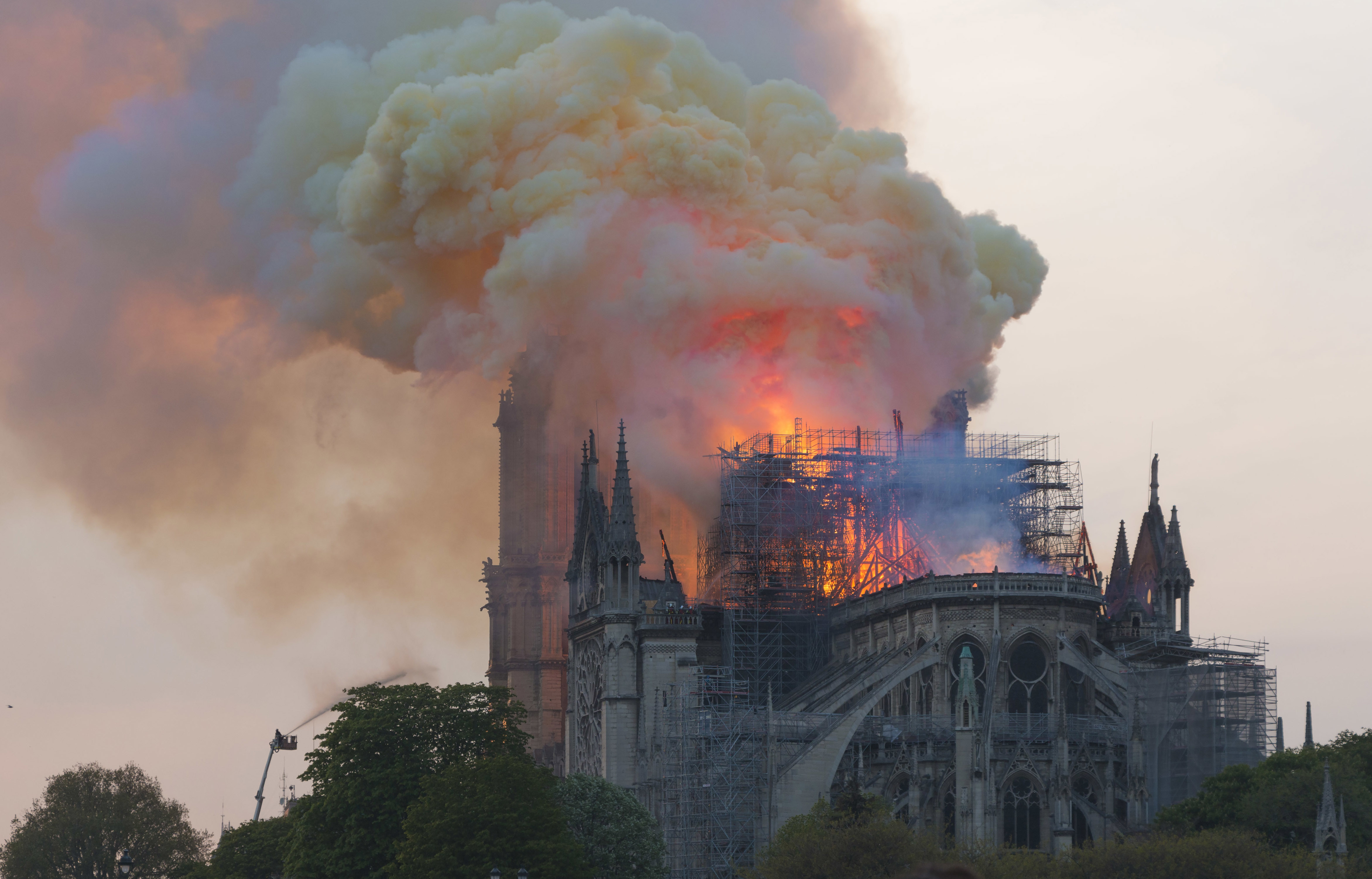
Os andaimes dos trabalhos de restauro que estavam em curso podem ser vistos em torno dos restos da agulha da catedral.

A catedral de Notre-Dame de Paris data do século XII, compondo-se de uma mistura de cantaria nas estruturas de suporte, e madeira nos telhados principais e na sua agulha icónica. Em 2018, um apelo emergencial declarou que a catedral necessitava de manutenção e restauro. Quando foram levantadas as preocupações sobre o estado da catedral, o arquitecto director dos monumentos históricos franceses, Philippe Villeneuve, declarou a 27 de julho de 2017 que "a maior culpada é a poluição".
Quando o incêndio ocorreu, o edifício estava com obras de renovação. Tinham sido colocados andaimes em torno dos telhados, e várias estátuas de pedra e bronze tinham sido removidas do local, em preparação para as obras de restauro. Pelo menos dezasseis estátuas de bronze e outras obras de arte foram retiradas do edifício durante as obras de restauro, sendo assim poupadas ao incêndio.

## Incêndio

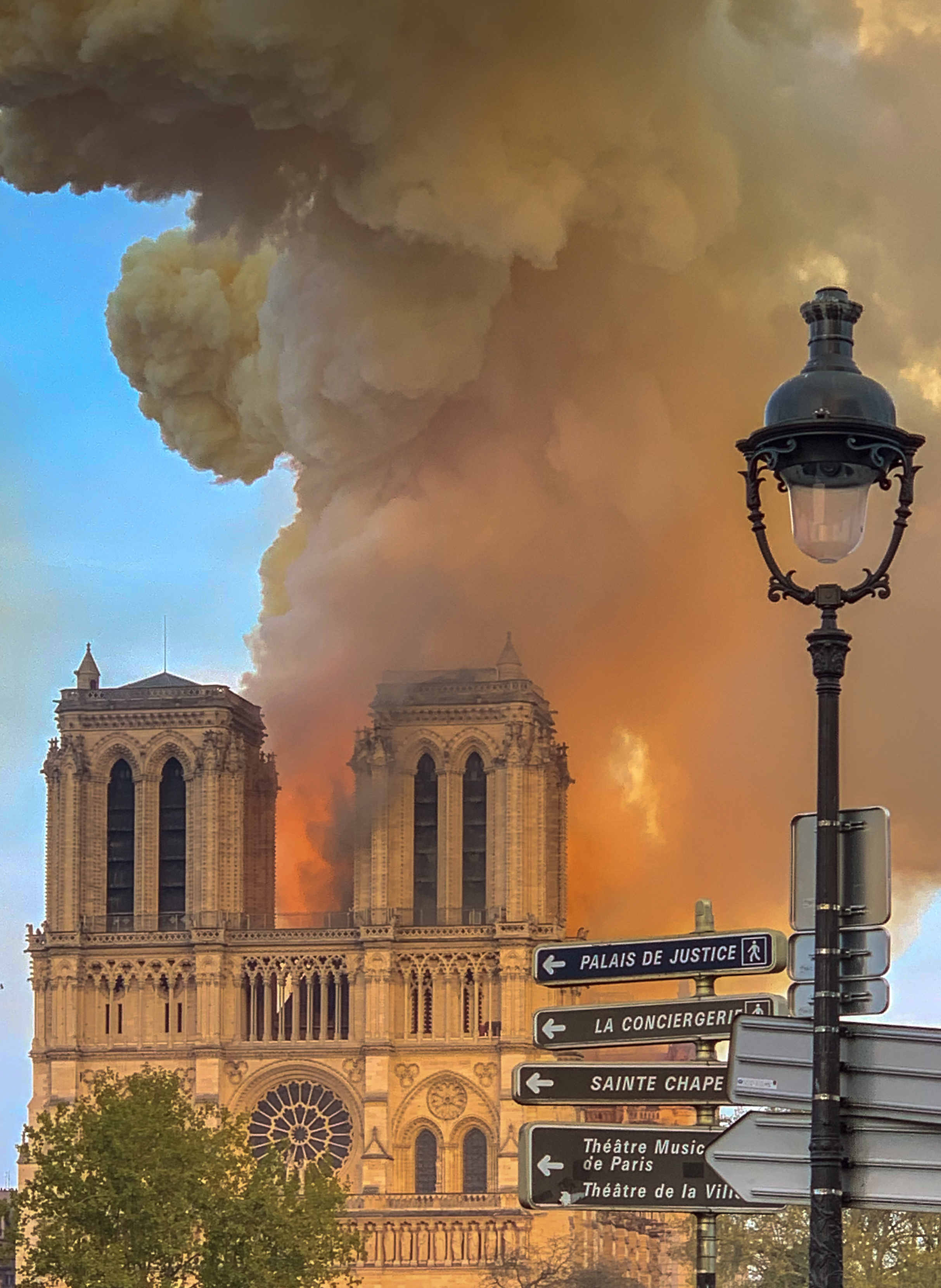
Vista lateral do incêndio

As causas do incêndio ainda não estão determinadas, presumindo-se que o fogo possa estar relacionado com as obras de restauro em curso no edifício.
Estima-se que o fogo tenha deflagrado às 18h50, hora de Paris, no sótão da catedral, perto da hora em que o edifício fechava aos turistas. Uma missa estava programada para essa hora, entre as 18h15 e as 19h00. De acordo com quem se encontrava no local, as portas da catedral foram abruptamente fechadas à sua saída, e fumo branco começou a sair dos telhados.
O fumo branco tornou-se negro, indicando que um fogo de grandes dimensões estava ocorrendo no interior da catedral. A polícia e outros serviços de emergência rapidamente evacuaram a Île de la Cité, onde se situa a catedral, e fecharam os acessos da cidade à ilha. Numerosas pessoas juntaram-se em ambas as margens do rio Sena e em edifícios próximos para assistir ao evento.
Quatrocentos bombeiros foram mobilizados para o combate às chamas. Segundo os bombeiros, o combate às chamas por meios aéreos não era possível, pois poderia causar o colapso integral da estrutura do edifício. As equipas de emergência fizeram o possível por salvar a arte e artefactos religiosos guardados na catedral, enquanto tinha lugar o combate às chamas.
As chamas engoliram a parte superior do edifício, incluindo as duas torres sineiras e a agulha central. Às 21h30 o incêndio ainda não havia sido controlado pelos bombeiros.
A altura do edifício não deixou que escadas e mangueiras conseguissem chegar às chamas, impedindo um combate ao fogo eficaz. Dois bombeiros conseguiram subir ao segundo andar de uma das torres levando consigo mangueiras, numa tentativa de conter o incêndio, não conseguindo evitar o colapso total do telhado da nave da catedral, pouco depois das 20h00 locais. A agulha central colapsou pouco depois, às 20h13.
Segundo o porta-voz da catedral, André Finot, todo o madeirame ardeu. Durante o incêndio declarou: "Tudo está em vias de arder: a obra de carpintaria, que data do século XIX de um lado, e do século XIII do outro, não ficará nada. (...) Está por saber se a abóbada, que protege a catedral, será afectada ou não". O porta-voz declarou que toda a estrutura de madeira provavelmente ruirá, e que a abóbada do edifício pode estar também ameaçada. Pouco depois das 20h00, foi confirmada a inexistência de vítimas por responsáveis do ministério do Interior francês.
Segundo o monsenhor Patrick Chauvet, reitor da catedral, a coroa de espinhos e a túnica de São Luís, dois dos artefactos mais valiosos lá albergados, foram salvos das chamas.
Pouco antes das 23h00, o secretário de Estado do ministério do interior, Laurent Nuñez, e o general Jean-Claude Gallet, fizeram um ponto de situação, afirmando que o fogo havia baixado de intensidade, que o incêndio já estava em fase de rescaldo, e que a estrutura da catedral de Notre-Dame se havia "salvado e preservado na sua globalidade". No entanto, há um considerável desgaste da estrutura, e os dois níveis de tecto foram destruídos.

### Progressão

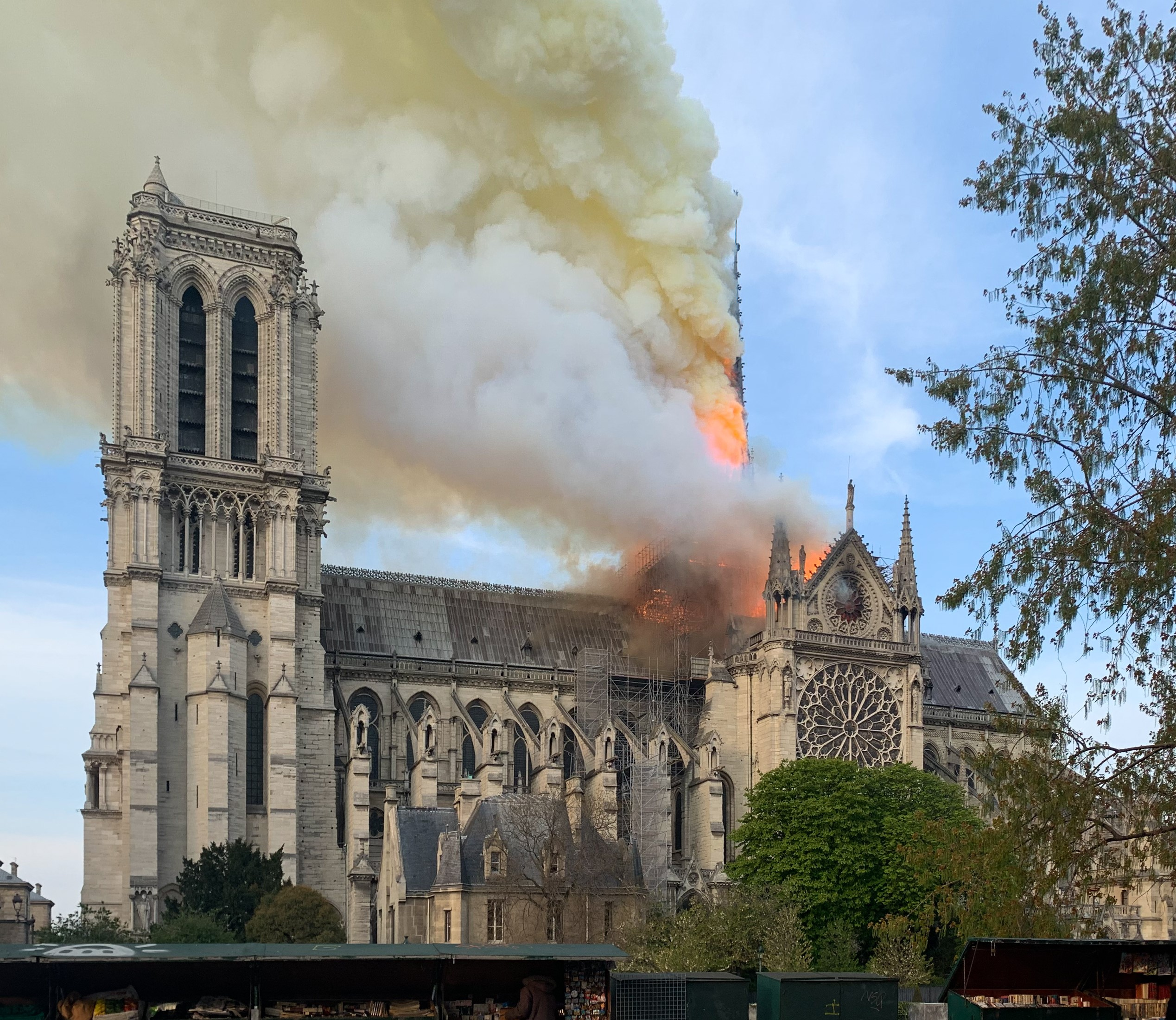
Depois de trinta minutos de fogo, o teto e a agulha estão queimando (19h17).
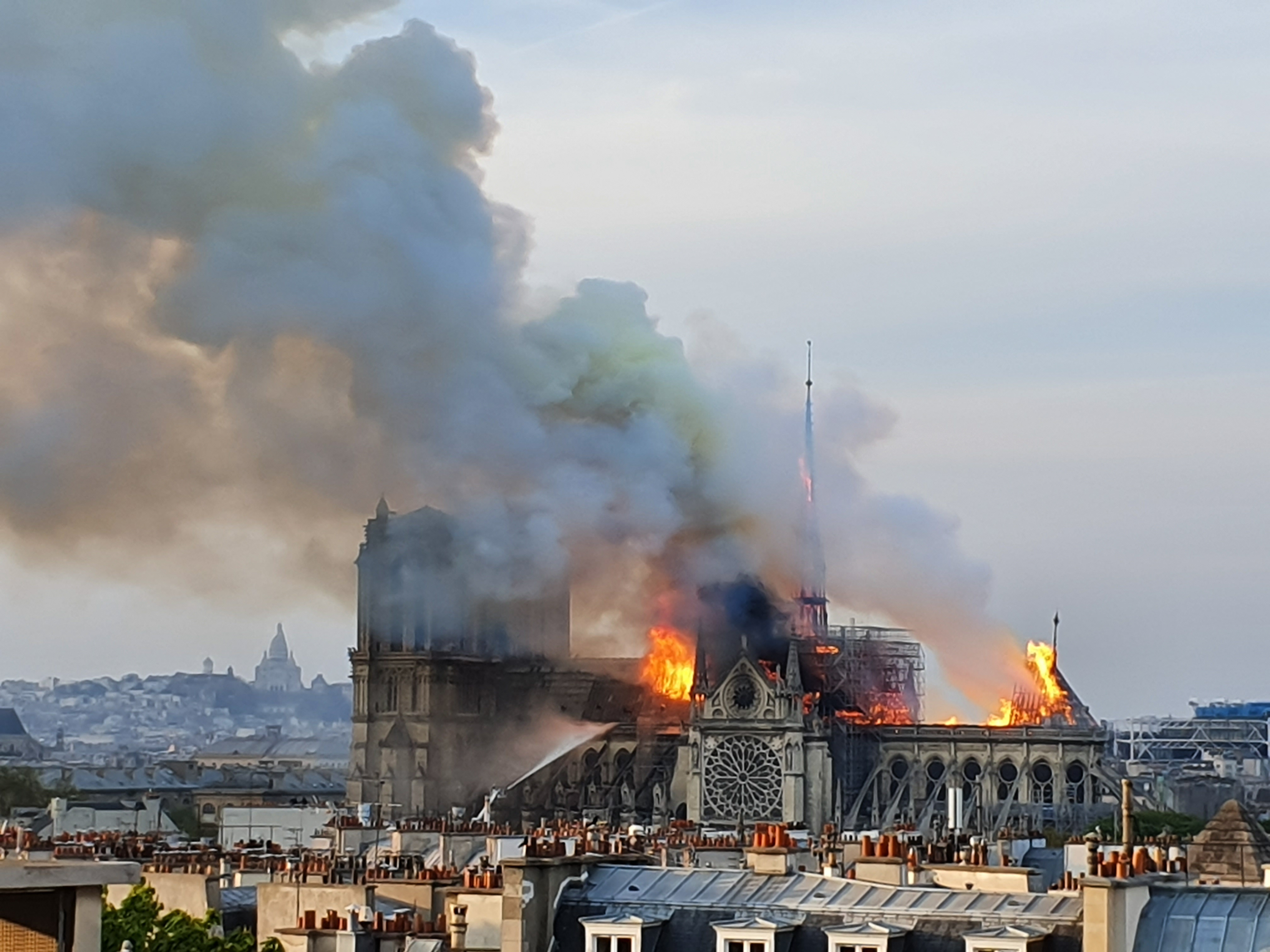
Fogo visto desde o Ministério do Ensino Superior (19h38).
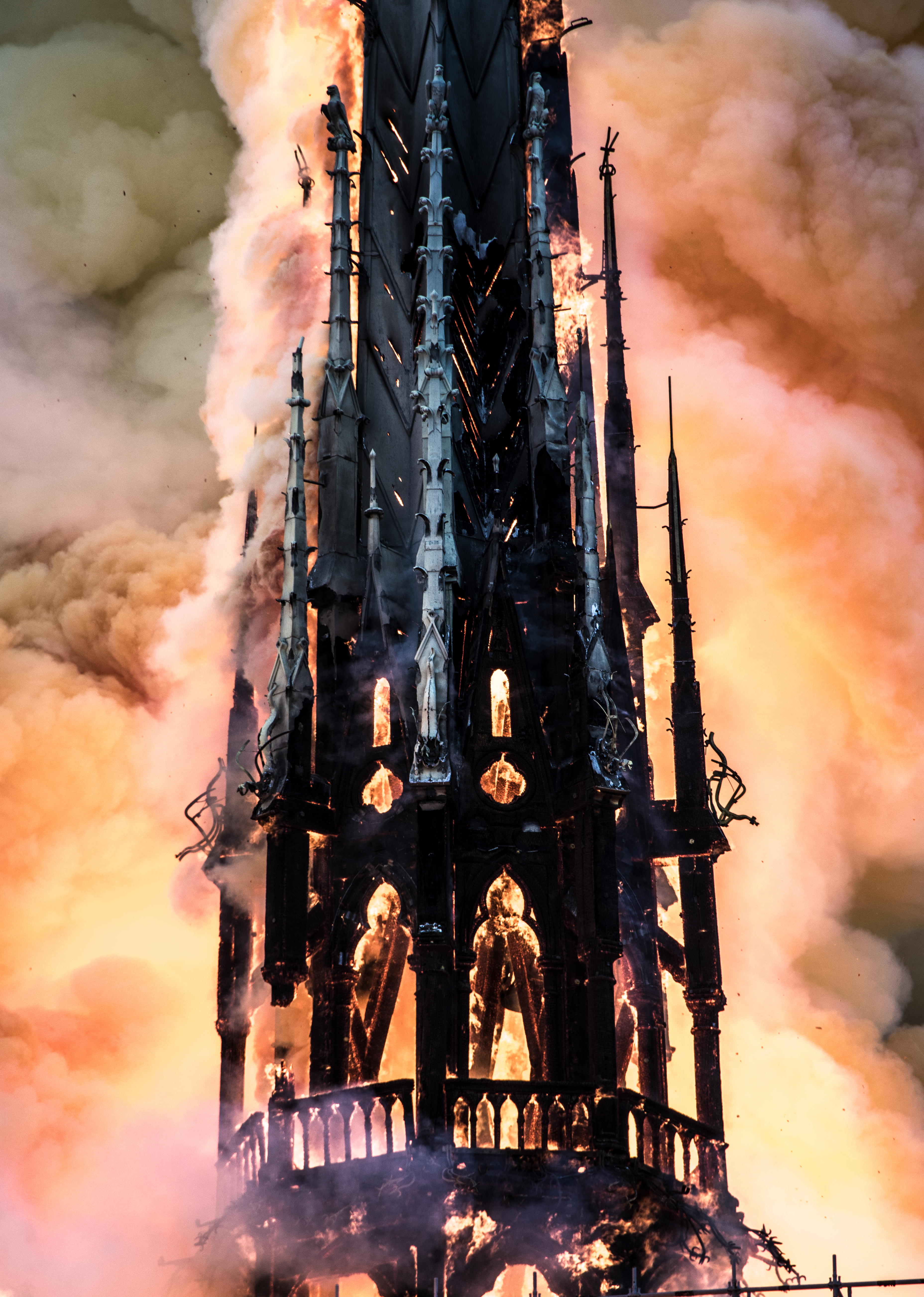
A Agulha em chamas (19H43).
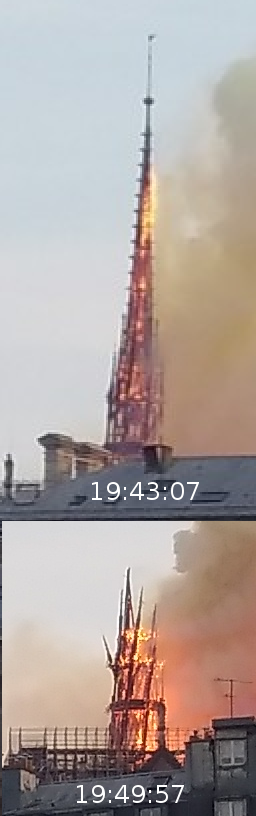
Colapso da agulha (19h49).
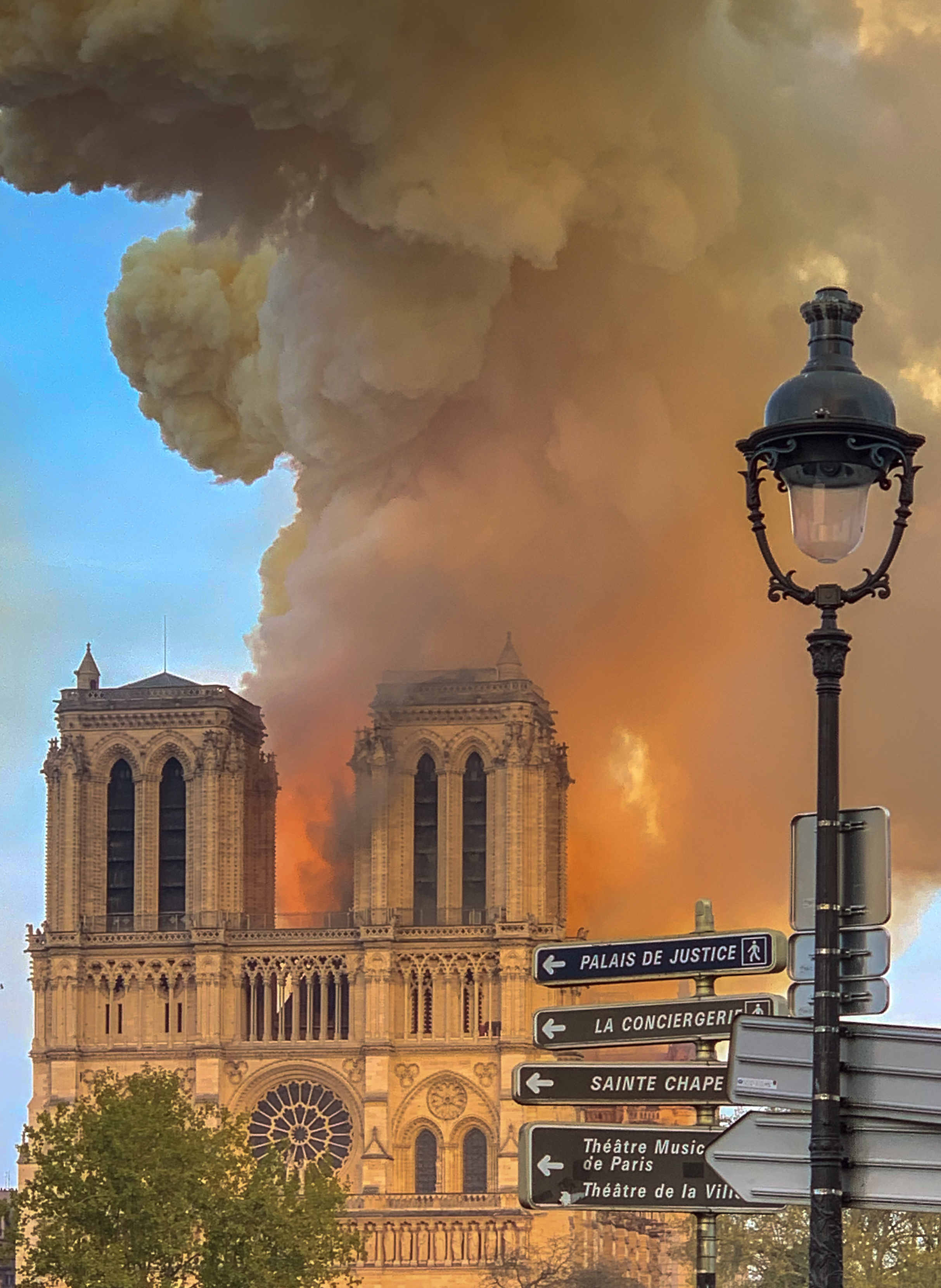
Fogo visto do lado oeste, chamas emitem fumaça amarela (19h50).
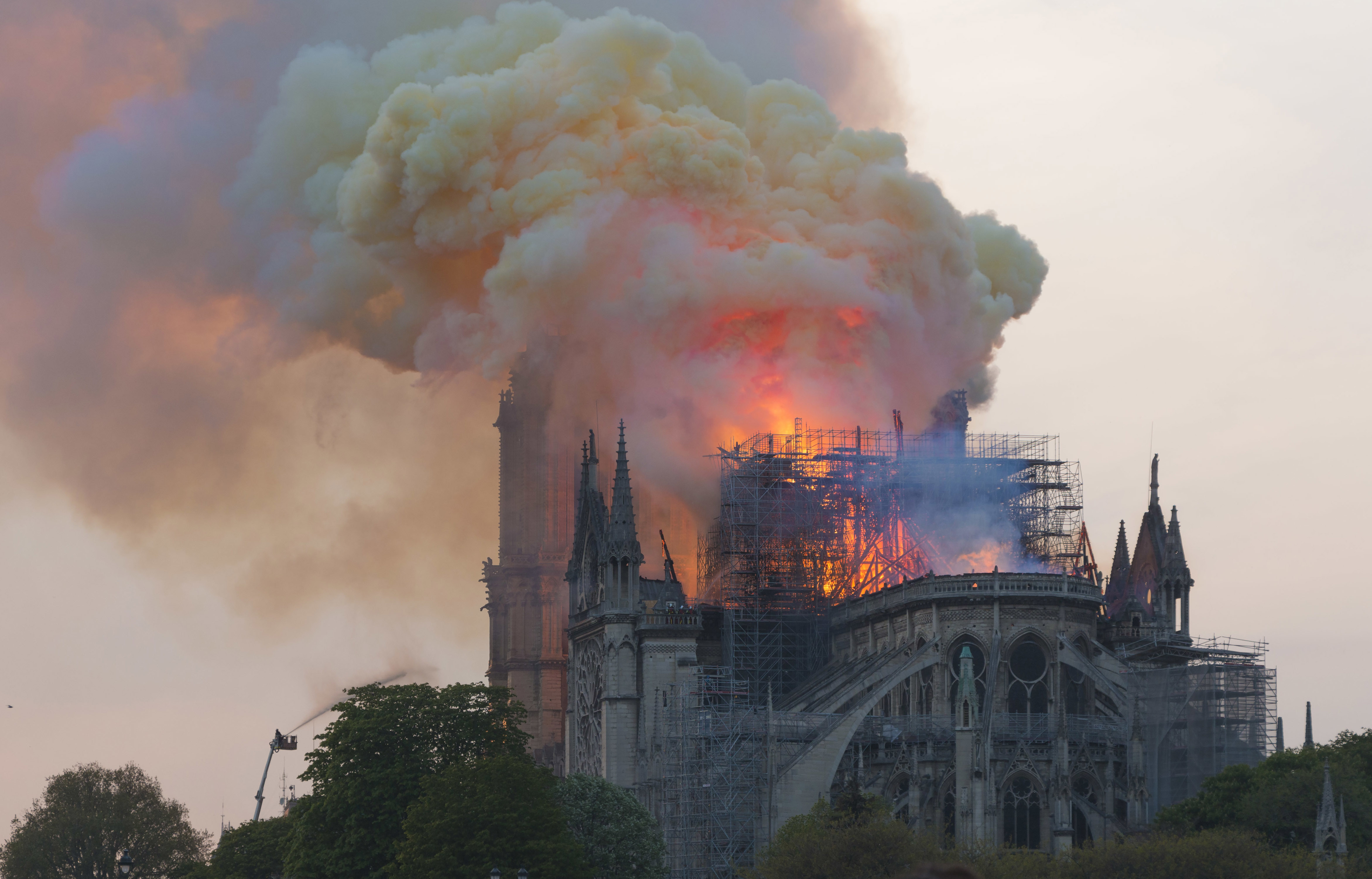
Após um ligeiro apaziguamento, novas chamas aparecem (20h06).
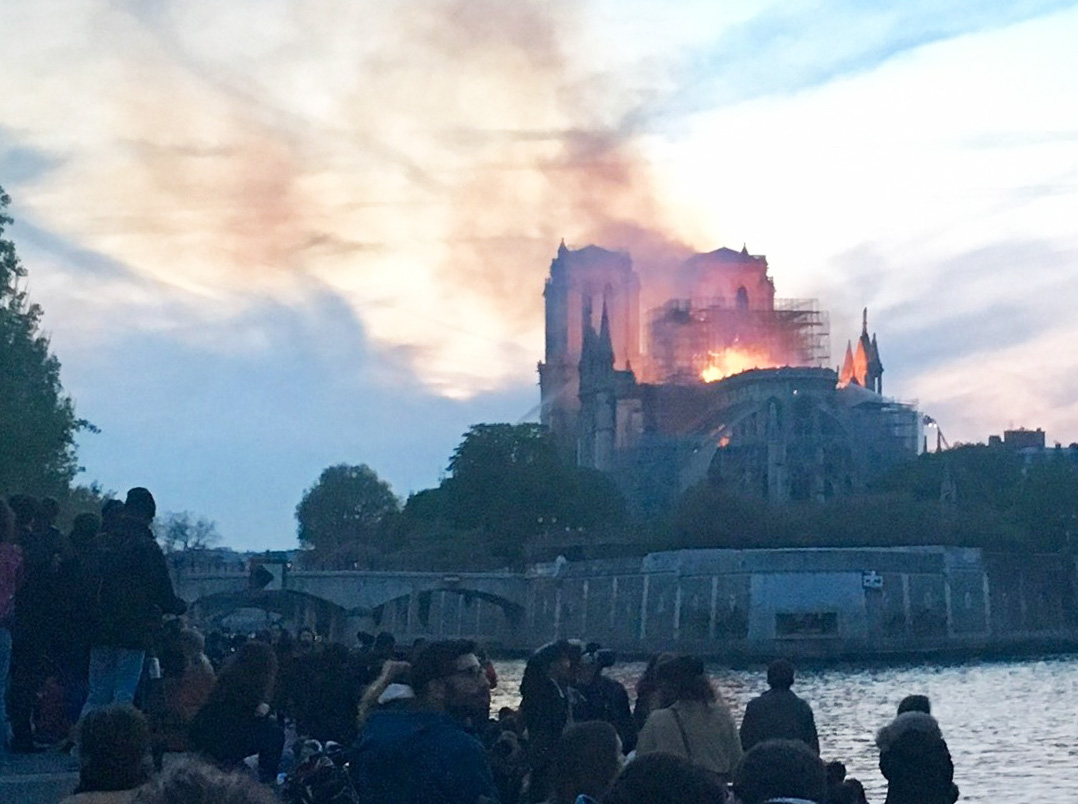
Multidão avistando o fogo, porto de Tournelle (21h00).

### Consequências

A agulha e o telhado em chamas.
Em vermelho, os buracos na abóbada da Notre-Dame de Paris.
Em vermelho, as partes destruídas da Notre-Dame de Paris.
Em vermelho, a madeira queimada.

## Reações

Catedral antes e depois do incêndio

O presidente francês Emmanuel Macron adiou uma comunicação televisiva sobre medidas planeadas em resposta ao movimento dos coletes amarelos, programada para segunda-feira, após o início do incêndio na catedral de Notre-Dame de Paris.
A presidente da câmara de Paris, Anne Hidalgo, descreveu o incêndio como um "fogo terrível", pedindo aos cidadãos que respeitassem as medidas de segurança. Milionários e empresas francesas ofereceram ajuda financeira para a reconstrução do local, após pedido do presidente Emmanuel Macron. Até 16 de abril de 2019, as doações passavam de 590 milhões de euros.